# サーブ 90 スカンディア

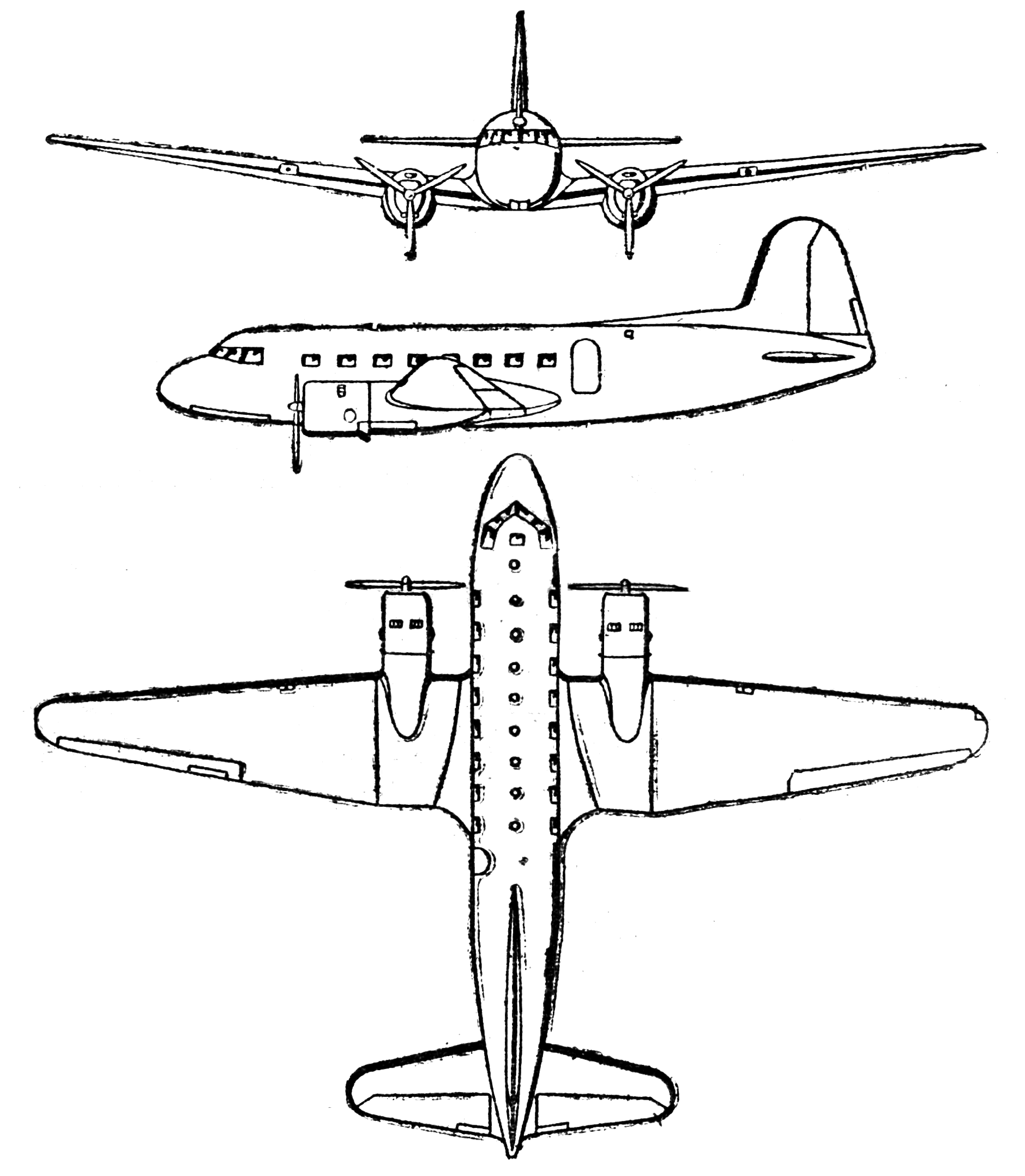
Saab 90 Scandia

サーブ 90 スカンディア
サーブ 90 スカンディア
- 用途：旅客機
- 製造者：SAAB
- 運用者：ABA、VASP、Aerovias do Brasil
- 初飛行：1946年11月16日
- 生産数：18機
- 運用開始：1950年10月
- 退役：1969年7月22日
- 運用状況：生産終了・全機退役済

サーブ 90 スカンディア (Saab 90 Scandia) は、スウェーデンのリンシェーピングにあるサーブ (SAAB, Svenska Aeroplan Aktiebolaget) で製造されたレシプロ双発旅客機である。

## 背景

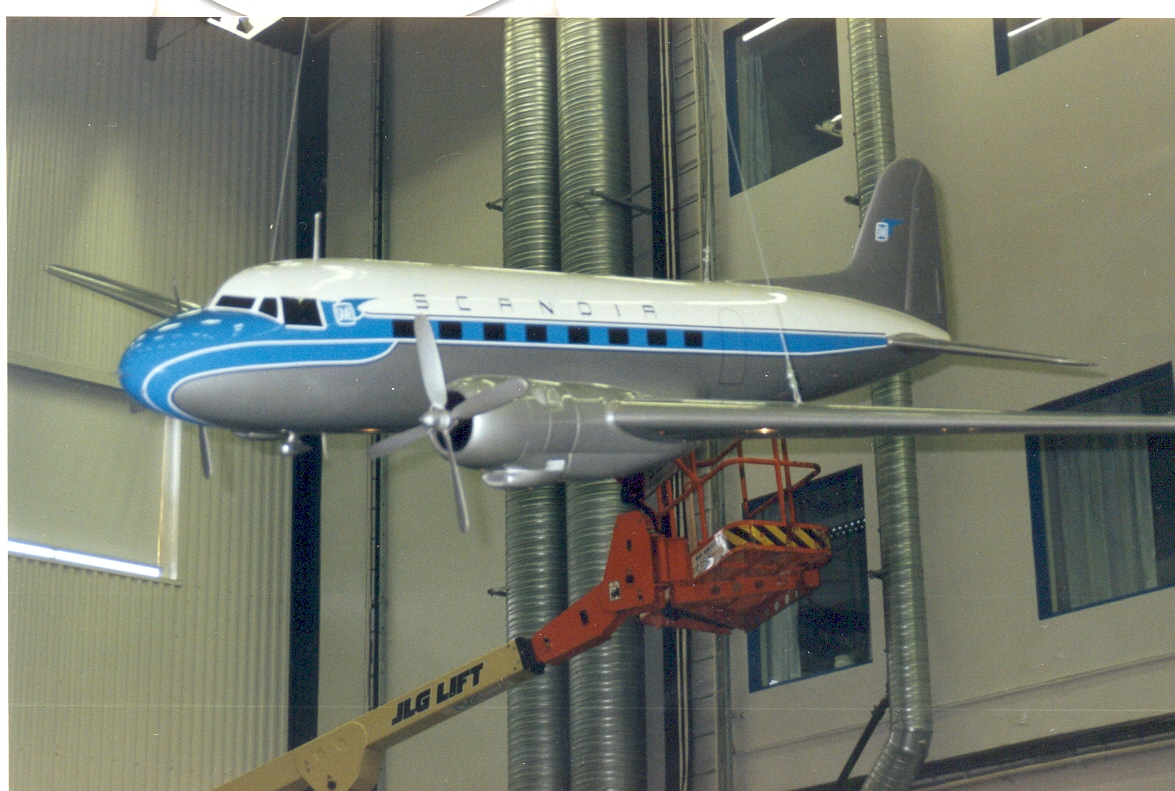
サーブ 90 スカンディア（模型）

1944年、ヨーロッパで第二次世界大戦の終結が間近に感じられるようになると、SAABは自社が生き残るためには純軍事向の事業内容から多角化を計らねばならないことに気付いた。それ故に経営陣はダグラス DC-3の後継機として双発の短中距離旅客機を製造する計画を実行に移すことに決定した（これはウルサーブ（Ursaab）と後に乗用車のサーブ・92となる自動車製造に繋がる民生品への移行と同じ動機であった）。
90 スカンディアの設計はDC-3と非常に似通っていた。唯一の顕著な違いはDC-3の降着装置が尾輪式だったのに対し、90は前輪式だったことである。90は市場で、大戦後に軍から放出されたDC-3と完全に競合し、このことが90の販売を困難なものにした。

## 歴史
開発は1944年2月に始まり、離陸重量はおよそ11,600 kgで航続距離は約1,000 kmと仕様が決められた。サーブ 90 （スカンディア）は1946年11月に初飛行した。90は空冷星型のプラット・アンド・ホイットニー R-2000エンジンと前輪式の完全収納降着装置を装備していた。SAS（スカンジナビア航空）の前身であるスウェーデンの航空会社ABAは11機を発注した。1950年6月に型式証明 (TC, Type Certificate) がなされ、1950年10月に納入が始まったが、テストの後で仕様が変更になりエンジンがプラット・アンド・ホイットニー R-2180-E1になった。ブラジルの2つの航空会社（VASPとAerovias do Brasil）も合計6機を発注した。試作機は後にブラジルの企業家オラボ・フォントウラ（Olavo Fontoura）のために豪華プライベート旅客機に改装された。

## 設計
スカンディアの開発は、25–30名の乗客を1000 kmまでの距離を運べる航空機という、第二次大戦後に予想される要望を基に1944年に始まった。
主な設計目標としては、
- 安全性
- 双発
- 長寿命
- 低運航コスト

が掲げられた。
主翼の翼型（断面形状）には、良好な失速特性を得るためにNACA翼型を採用した。また、以下の理由により、胴体の下面に主翼が接する低翼配置が採用された（低翼配置は旅客機の主流である）：
- 構造材の重量を軽減できること
- 左右のフラップを構造的に結合しうること
- 緊急着陸時に安全性が高まること

主翼は3つの部分から構成されており、中央部にはエンジンマウントが付いており左右部はエンジン部のすぐ外側で中央部とボルトで結合されていた。
胴体の直径は1列に4座席が配置するように決められ、この構成では32名の乗客が収容できた。幅広でより快適な座席構成として、1列に3座席を配置し、合計24名の乗客を収容する案も提示された。試作機 (90.001) は1,450 bhpのプラット・アンド・ホイットニー R-2000エンジンを2発装備していた（量産機では1,650 bhpのプラット・アンド・ホイットニー R-2180エンジンに換装された）。機体は、方向舵だけが金属製フレームに羽布張りであり、それ以外は全て金属（主としてアルミニウム合金）製であった。

## 初飛行とテスト飛行
試作機 (SE-BCA) はクレイズ・スミス (Claes Smith) が操縦して1946年11月16日に20分間の初飛行をした。この機は低速で素晴らしい飛行特性を見せ110–115 km/hの低速域でもあらゆる飛行操作が可能であった。失速はゆっくりと発生し、また前兆としての振動もちゃんと生じた。片方のエンジンが停止しても容易に操縦できたが、これは当時の双発機としてはあまりないことであった。しかし、ある状況下では操縦桿を強い力で操作しても方向舵の反応が満足いくものではなかった。エンジンの装着方法も再設計を要した。
試作機は1947年の冬から翌年にかけて、改修を受けるためハンガーに入ったが、このときまでに飛行時間は154時間に達していた。エンジンはプロペラブレードと地面の間隔をあけるために装着位置が上げられ、以前はテスト機材しか積まれていなかったキャビンは化粧直しを施された。1948年2月7日に試作機は飛行を再開し、主に性能テストで構成された第2段階の飛行試験が始まった。700時間のテスト飛行の後、量産機には以下の改良点が盛り込まれることになった。
- より強力なエンジン
- ハミルトン-スタンダード製4枚ブレードプロペラ
- 操縦桿の操作力低減のために方向舵と水平舵にスプリングタブを装着

## 販売促進飛行
1947年に試作機は足早にデンマーク、オランダ、ベルギーとスイスへ訪問飛行をした。1948年5月にはオスロ経由でニューカッスルへの日帰り飛行を行った。これらの飛行では試作機はテスト機材のみを搭載していた。それまでは購入予定客がいない本来の販売促進飛行ではなかったので、キャビンを乗客を迎えられるように整えた上で、ヨーロッパを巡る本当の販売促進飛行を実施することに決定した。

### 113時間ヨーロッパ一周
試作機は1948年8月9日に出発しヨーロッパ11カ国を訪問して、SE-BCAは1948年11月11日にリンシェーピングに帰ってきた。最初の中継地はストックホルムで続いてノルウェー（オスロ）、アイルランド（ダブリン）、英国（プレストウィック、ガトウィック、ジャージィー）、デンマーク（コペンハーゲン）、ベルギー（ブラッセル）、オランダ（オランダ）、スイス（ジュネーヴ、チューリッヒ）、ポルトガル（リスボン、オポルト）、スペイン（マドリッド）、フランス（パリ）そして最後にフィンランドを訪問した。総飛行時間は113時間で離陸回数は123回、総飛行距離は37,200 kmで1,200名の乗客を運んだ。オランダではオランダ王室のベルンハルト王子が操縦桿を握った。
あらゆる街でスカンディアは航空会社の代表や地元新聞に歓迎されたが、販売結果には結びつかなかった。1948年から1949年にかけて、多くの航空会社がリンシェーピングに視察に訪れた。これらの航空会社にはDNL、フレッド・オルセン（Fred Olsen）、DDL、アエロ・オイ（Aero Oy）、スイスエア、FAMA、Aerol、アルゼンチナス（Argentinas）、KLM、エアサービス（Air Service）、サベナ、ガルーダが含まれていた。

### 3大陸横断
1949年8月16日に2回目の販売促進飛行を開始した。各々400リットルの追加燃料タンク6個を搭載しSE-BCAは3つの大陸を巡るツアーを開始した。これはこの機の姿がスウェーデンで見られた最後であった。
ツアーの最初はパリへ行きそこで追加燃料タンクを外し、8月23日にSE-BCAはアジス・アベバ（エチオピア）に到着した。翌日皇帝ハイレ・セラシエが販売促進ツアーに同行した。今回のツアーには、当時エチオピア空軍のコンサルタントをしていたカール・グスタフ・フォン・ローゼンも参加した。アテネ、カイロ、ポートスーダン、ルクソールも途中で訪問した。このツアーでは摂氏50度という厳しい温度条件（高温では空気密度が下がりエンジン出力が低下する）も経験したが機には何の問題も無かった。機がパリに戻ったときに追加燃料タンクが再び取り付けられた。
9月4日にSE-BCAはプラット・アンド・ホイットニー社の本拠地であるコネチカット州のハートフォードに向けてパリを出発した。途中グリーンランド、アイスランド、プレストウィックを経由して3日掛かりでハートフォードに到着した。そこでは追加燃料タンクが外され、再度内装が取り付けられた。全米を巡る大規模な販売促進プログラムが組まれ、ニューヨーク、ワシントン、シカゴ、マイアミ、ロサンゼルス、ヒューストンに降り立った。ロサンゼルスではハワード・ヒューズがスカンディアの操縦桿を握り、その設計を賞賛した。9月14日にスカンディアはハートフォードに戻ってきた。

## 運用者
スウェーデン
- Aktiebolaget Aerotransport (ABA)

 ブラジル
- Aerovias do Brasil

 デンマーク,  ノルウェー と  スウェーデン
- スカンジナビア航空 (SAS)

 ブラジル
- VASP航空

| 登録番号 | 製造番号 | SASでの名称       | 就航期間                | 特記事項                                         |
| -------- | -------- | ----------------- | ----------------------- | ------------------------------------------------ |
| SE-BSA   | 101      | SASには納入されず |                         | 量産試作機                                       |
| SE-BSB   | 105      | Gardar Viking     | 1950年10月 - 1957年8月  |                                                  |
| SE-BSC   | 102      | SASには納入されず |                         |                                                  |
| SE-BSD   | 106      | Grim Viking       | 1950年11月 - 1957年8月  |                                                  |
| SE-BSE   | 108      | Jarl Viking       | 1951年 1月 - 1958年1月  |                                                  |
| SE-BSF   | 109      | Nial Viking       | 1951年 3月 - 1957年10月 | 新登録番号, LN-KLK 1951年 9月                    |
| SE-BSG   | 110      | Sigurd Viking     | 1951年 4月 - 1957年11月 | 新登録番号, LN-KLL 1951年 5月 (SE-CFX 7日間だけ) |
| SE-BSH   | 107      | Torulf Viking     |                         |                                                  |
| SE-BSK   | 116      | Arne Viking       | 1954年 10月 - 1958年2月 |                                                  |
| SE-BSL   | 117      | Folke Viking      | 1954年 11月 - 1957年3月 |                                                  |

| 登録番号 | 製造番号 | 就航期間                 | 特記事項                                                    |                  |
| -------- | -------- | ------------------------ | ----------------------------------------------------------- | ---------------- |
| PP-SQB   | 001      | 1950年 6月 - 1953年8月   | 前 試作機 SE-BCA。Aerovias Brazilを通してPP-XEAとして納入？ | PT-ARSとして売却 |
| PP-SQC   | 102      | 1950年 6月 - 1966年9月   | Aerovias Brazilを通してPP-XEBとして納入？                   |                  |
| PP-SQD   | 104      | 1950年 9月 - 1964年3月   | Aerovias Brazilを通してPP-XEJとして納入？                   |                  |
| PP-SQE   | 103      | 1950年 12月 - 1958年12月 | Aerovias Brazilを通してPP-XEIとして納入？                   | 墜落             |
| PP-SQF   | 101      | 1950年 10月 - 1964年10月 | Aerovias Brazilを通してPP-XEKとして納入？                   |                  |
| PP-SQN   | 111      | 1951年 8月 - 1966年4月   | Aerovias Brazilを通してPP-XELとして納入？                   |                  |
| PP-SQQ   | 112      | 1955年 7月 - 1968年9月   |                                                             |                  |
| PP-SQR   | 115      | 1955年 9月 - 1969年11月  |                                                             |                  |
| PP-SQS   | 113      | 1955年 7月 - 1960年8月   |                                                             | 墜落             |
| PP-SQT   | 114      | 1955年 9月 - 1964年6月   |                                                             |                  |
| PP-SQU   | 117      | 1964年3月                | 前 SAS                                                      |                  |
| PP-SQV   | 106      | 1957年 9月 - 1959年9月   | 前 SAS SE-BSD                                               | 墜落             |
| PP-SQW   | 105      | 1957年 9月 - 1965年11月  | 前 SAS SE-BSB                                               |                  |
| PP-SQX   | 109      | 1957年 10月 - 1963年4月  | 前 SAS SE-BSF                                               |                  |
| PP-SQY   | 110      | 1957年 11月 - 1964年3月  | 前 SAS SE-BSG                                               | 墜落             |
| PP-SQZ   | 116      | 1958年 2月 - 1963年10月  | 前 SAS                                                      |                  |
| PP-SRA   | 107      | 1957年 12月 - 1962年11月 | 前 SAS SE-BSH                                               | 墜落             |
| PP-SRB   | 108      | 1958年 1月 - 1963年8月   | 前 SAS SE-BSE                                               |                  |

## 墜落事故
5機のスカンディアが墜落事故で失われた。内3機が致命的事故で計64名が犠牲となった。

日付： 1958年 12月30日 

場所： グアナバラ(Guanabara)湾、リオデジャネイロ、ブラジル

航空会社： VASP

航空路： リオデジャネイロ – サンパウロ

登録番号： PP-SQE

製造番号： 90.103 (初飛行：1950年)

犠牲者： 21 (乗客：17、乗員：4)

搭乗者： 37 (乗客：33、乗員：4)

概容： サーブ機はリオデジャネイロを離陸し上昇中に高度50mで第1エンジンが停止した。操縦士は左に90度旋回し約500m直進した地点で更に左旋回を始めた。この旋回中に機体は失速し海に墜落した。

想定される原因： "事故は操縦士の飛行中の不適切な操作によるものに起因。"

日付：1959年 9月23日 

時刻： 18:40

場所： サンパウロ、ブラジル

航空会社： VASP

航空路： サンパウロ – リオデジャネイロ

登録番号： PP-SQV

製造番号： 90.106 (初飛行：1950年)

犠牲者：  20 (乗客：16、乗員：4)

搭乗者： 20 (乗客：16、乗員：4)

概容： サーブ機はサンパウロを離陸後充分な高度をとらず、1分30秒後にサンパウロ郊外に墜落した。

想定される原因： "事故原因は特定できず。"

日付：1960年 8月15日 

場所： サンパウロ、ブラジル

航空会社： VASP

航空路： サンパウロ – ウベルランディア(Uberlandia), MG

登録番号： PP-SQS

製造番号： 90.113 (初飛行：1954年)

犠牲者： 0

搭乗者： 不明

概容： サンパウロからウベルランディアへの飛行中に前部荷物室から火災が発生。操縦士が、侵入した煙が既に視界が悪いフライトデッキの視界を更に悪化させると考えたため消火器は使用されなかった。サンパウロのビラコポス（São Paulo-Viracopos）空港の10番滑走路へ緊急着陸が決行されたが、機体はオーバーランして工事中の滑走路にまで進入した。

想定される原因： "1) 前部荷物室からの火災2) 操縦士の滑走路の長さの誤判断 3) 遅すぎたブレーキとプロペラの逆ピッチ4) 不適当な滑走路面"

日付：1962年 11月26日

時刻： 12:09

場所： パライブナ(Paraibuna)近郊、ブラジル

航空会社： VASP

航空路： サンパウロ – リオデジャネイロ

登録番号： PP-SRA

製造番号： 90.107 (初飛行：1951年)

犠牲者： 23 (乗客：18、乗員：5)

搭乗者： 23 (乗客：18、乗員：5)

概容： サーブ機は11:44 GMTに計器飛行方式でリオデジャネイロを離陸した。最後の位置報告は12:03にサン・ジョゼ・ドス・カンポス（São Jose dos Campos）の真横からであった。セスナ310（PT-BRQ）は11:11 GMTに有視界飛行方式でリオデジャネイロ サントス・デュモン空港からマルテ（Marte）に向けて離陸した。両機は同じ航空路（Airway AB-6）を対面で飛行しており、高度2,400mで衝突し墜落した。衝突事故の後、航空情報が出されAB-6航空路での有視界飛行方式は禁止された。

想定される原因： "双方の操縦士の他の航空機に対する適切な監視の継続の欠如"

日付：1964年 3月8日 

場所： ロンドリーナ空港、PR

航空会社： VASP

航空路： 訓練飛行

登録番号： PP-SQY

製造番号： 90.110 (first flight 1951)

犠牲者： 0 (乗客：0、乗員：0)

搭乗者： 4 (乗客：0、乗員：4)

概容： 荒い着陸

墜落事故情報元： http://aviation-safety.net and http://www.planecrashinfo.com

## 終焉
スウェーデン空軍はサーブの工場に空軍用のサーブ 29 トゥンナン戦闘機生産への傾注を強く執拗に迫り、このことがスカンディアのスウェーデンでのプロジェクトの終了となった。残りの生産はオランダのフォッカー社で行われた。

## その後
総計わずか18機が製造された。SASで就航した全機が結局1957年にVASPに買い取られた。
90Bと呼ばれるより大型で与圧キャビンのモデルが計画されたが、製造はされなかった。
90 スカンディアの最後の飛行は1969年7月22日だった。
唯一の90 スカンディア（PP-SQR）がブラジルのベベドウロ（Bebedouro）の博物館の外に展示されている。欠品も無く完全な状態だと言われているが保存状態は非常に悪い。サーブは1987年の同社の50周年記念のためにこれを買い取ろうとしたが、持ち主が提示した価格がサーブにとってはあまりに高額であったために実現しなかった。
PP-SQR の写真　http://fesa.be/PP-SQR.html

## 派生型
- Saab 90A : 双発短距離旅客機、主な生産モデル。
- Saab 90B : 提案モデル、生産されず。

## 要目
- 乗員：
- 搭乗可能乗客数：24 - 32名
- 全長：21.30 m (69 ft 9 in)
- 全幅：28.00 m (91 ft 9 in)
- 全高：7.10 m (23 ft 3 in)
- 空虚重量：9,960 kg (21,958 lb)
- 最大離陸重量：36,376 kg (80,195 lb)
- 最高速度：450 km/h (280 mph)
- 巡航高度：7,500 m (24.600 ft)
- 航続距離：2,510 km （1,560マイル）
- 上昇率：6.5m/s (21 f/s)
- エンジン：プラット・アンド・ホイットニー R-2180エンジン　1,650 hp (1,230 kw) × 2